# Richecourt
Richecourt település Franciaországban, Meuse megyében. Lakosainak száma 56 fő (2022. január 1.). Richecourt Xivray-et-Marvoisin, Pannes, Seicheprey, Buxières-sous-les-Côtes, Lahayville, Montsec és Nonsard-Lamarche községekkel határos.

## Népesség
A település népessége az elmúlt években az alábbi módon változott:
| Lakosok száma | 60   | 63   | 58   | 59   | 62   | 60   | 59   | 58   | 57   | 56   |
|               | 1968 | 1982 | 1990 | 2006 | 2013 | 2015 | 2017 | 2019 | 2020 | 2022 |